# 30 година најбоље
30 година најбоље је компилацијски албум српског и југословенског рок бенда Рибља чорба.

## Опште информације
Албум је објављен 2009. године под окриљем издавачке куће Хи-Фи Центар, а на њему се налази двадесет песама. Главни и одговорни уредник компилације био је Ненад Раичевић, а музички уредник Вицко Милатовић.
Текстове за све песме писао је Бора Ђорђевић, који је радио и музику за песме Љубав овде више не станује, Једино моје, Последња песма о теби, Принц, Остало је ћутање, Изгубљен случај, Царе, Србин је луд, Ја сам рођен намргођен, Гастарбајтерска, Гастарбајтерска 2, Последај дом свој анђеле, Авиону сломићу ти крила, Лутка са насловне стране и за песму Остани ђубре до краја.

## Листа песама
| №   | Назив                            | Трајање |  |
| 1.  | Љубав овде више не станује       |         |  |
| 2.  | Једино моје                      |         |  |
| 3.  | Последња песма о теби            |         |  |
| 4.  | Принц                            |         |  |
| 5.  | Остало је ћутање                 |         |  |
| 6.  | Изгубљен случај                  |         |  |
| 7.  | Кад сам био млад                 |         |  |
| 8.  | Царе                             |         |  |
| 9.  | Нојева барка                     |         |  |
| 10. | Србин је луд                     |         |  |
| 11. | 100 година самоће                |         |  |
| 12. | Ја сам рођен намгрођен           |         |  |
| 13. | Дај ми лову                      |         |  |
| 14. | Гастарбајтерска                  |         |  |
| 15. | Гастарбајтерска 2                |         |  |
| 16. | Погледај дом свој анђеле (уживо) |         |  |
| 17. | Авиону сломићу ти крила (уживо)  |         |  |
| 18. | Лутка са насловне стране (уживо) |         |  |
| 19. | Остани ђубре до краја (уживо)    |         |  |
| 20. | Два динара друже (уживо)         |         |  |